# Бомбардировка Кёнигсберга
Бомбардиро́вка Кёнигсбе́рга — бомбардировки Кёнигсберга, проведённые в ходе Второй мировой войны авиацией союзников.

## СССР
Первая бомбардировка Кёнигсберга была проведена советскими Военно-воздушными силами в 1941 году, в самом начале Великой Отечественной войны. В ответ на немецкую бомбёжку Москвы, Сталин приказал произвести бомбардировку Кёнигсберга, и 1 сентября она была успешно произведена. В налёте участвовало одиннадцать бомбардировщиков Пе-8, поднявшихся в воздух с аэродрома под Ленинградом, ни один бомбардировщик не был сбит.
В апреле 1943 года Кёнигсберг подвергся ударам с воздуха 5 раз.
В ночь на 29 апреля 1943 года на Кёнигсберг была сброшена 5-тонная бомба ФАБ - 5000, что стало её первым боевым применением. Бомбу нёс тяжёлый бомбардировщик дальнего действия Пе-8, входивший в состав Авиации дальнего действия СССР. Командиром экипажа был А. А. Перегудов, штурманом П. Г. Томкевич. Целью были береговые укрепления Кёнигсберга. По данным советской воздушной разведки, бомба нанесла большие разрушения в районе судоходного канала, судостроительной верфи и повредила немецкий военный корабль, стоявший у причала.
Массированные бомбардировки города советской авиацией предшествовали в 1945 году штурму Кёнигсберга во время Восточно-Прусской операции 6—9 апреля.

## Великобритания
В 1944 году Кёнигсберг интенсивно бомбился Британскими Королевскими военно-воздушными силами. После этого город горел в течение нескольких дней. Первая бомбардировка была проведена в ночь на 27 августа 1944 года 5-й Группой ВВС Великобритании в составе 174-х бомбардировщиков Ланкастер. Аэродромы, с которых взлетели бомбардировщики, находились на расстоянии полутора тысяч километров от объекта. Первый налёт не был особенно успешен, большинство бомб упали на восточную сторону города. Было сбито четыре самолёта. Через три дня, в ночь на 30 августа 1944 года в воздух поднялись 189 Ланкастеров 5-й Группы ВВС. Они сбросили 480 тонн бомб на центр города. Немецкие истребители сбили 15 бомбардировщиков. Применены напалмовые бомбы.
По оценкам, британскими бомбардировками разрушено 20 % промышленных объектов и 41 % всех домов Кёнигсберга. Районы старого города Альтштадт, Лёбенихт и Кнайпхоф, не имевшие военных объектов, кроме многочисленных там мостов, были очень сильно разрушены. Сильно повреждён кафедральный собор XIV века и королевский замок. Очень серьёзный ущерб причинён зданию Старой и Новой Альбертины. Пострадал университет и при штурме Кёнигсберга: рядом соорудили бункер коменданта Отто фон Ляша, который усиленно обстреливали артиллерией. Из 370 000 жителей Кёнигсберга до войны, погибло 4200 жителей, 200 тысяч остались без крова.
Разрушения города продолжились при его штурме в апреле 1945 года. После войны большая часть уцелевших зданий разобрана для восстановления разрушенных немцами городов в СССР. Уцелели отдельные здания и малоэтажная застройка на окраинах города. Город был заново отстроен.